# 찻 꼽찟

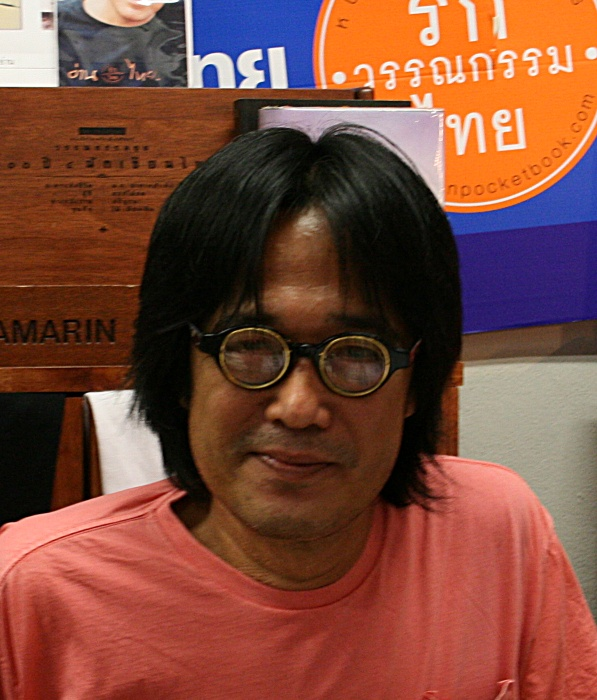
찻 꼽찟

찻 꼽찟(태국어: ชาติ กอบจิตติ, 1954년 6월 25일 ~ ) 혹은 찻 꼽찌띠, 찻 껍찟, 찻 껍찟띠는 태국의 작가로, 방콕 남쪽 사뭇사콘의 해안 도시 출생이다. 방콕에 있는 예술전문대학 판화과를 졸업하고 작품 활동을 시작하였다. 주로 소설을 쓴다.
찻이 본격적으로 유명해진 것은 1981년 《무지에 의한 단죄》(원어는 《캄피팍사(단죄)》)를 발표하면서부터다. 태국 문예위원회는 이 책을 '올해의 책'으로 선정하였고, 또 이 책으로 찻은 동남아시아 작가상을 받게 되었다. 1994년에는 《시간(웰라)》을 발표하여 두 번째로 동남아시아 작가상을 수상하였다. 2004년에는 문학 분야 태국 국가예술가로 선정되었다.
찻의 묘사는 적나라하고 태국적이며, 다소 잔인하기까지도 하다. 찻은 소설 속에서 자주 술주정뱅이, 마약 중독자, 무연고 노인, 거지, 부랑아, 불치병자 등 소외된 사람들을 주인공으로 다룬다. 그는 소설 속에서 인간이 서로 의지하며 공존하는 방법을 깨우치도록 요구하며, 자연 속에서 인간으로서의 명예와 존엄성을 지키며 사는지를 매일 스스로 자문하라고 강조한다.

## 작품
- 《승리의 길》(ทางชนะ; 1979, 중편 소설), ISBN 974-90552-9-2
- 《곤경》(จนตรอก; 1980, 중편 소설), ISBN 974-90565-9-0
- 《무지에 의한 단죄》(คำพิพากษา; 1981, 장편 소설), ISBN 974-91957-9-5
  - 한국어 번역: 김영애 역, 《무지에 의한 단죄》, 한국외국어대학교 출판부, 1995, ISBN 89-7464-075-9
- 《정상》(เรื่องธรรมดา; 1983, 중편 소설), ISBN 974-93281-4-0
- 《휴대용 칼》(มีดประจำตัว; 1984, 단편집), ISBN 974-93957-4-3
- 《부유하는 부패한 개》(หมาเน่าลอยน้ำ; 1987, 중편 소설), ISBN 974-211-079-4
- 《광견병들》(พันธุ์หมาบ้า; 1988, 장편 소설), ISBN 974-92246-3-9
- 《문제 없어요(마이뻰라이) 시》(นครไม่เป็นไร; 1989, 단편집), ISBN 974-90553-2-2
- 《시간》(เวลา; 1993, 장편 소설), ISBN 974-90566-1-2
- 《노트》(บันทึก: บันทึกเรื่องราวไร้สาระของชีวิต; 1996, 에세이집), ISBN 974-93095-7-X
- 《수상에게 올리는 보고서》(รายงานถึง ฯพณฯ นายกรัฐมนตรี; 1996, 중편 소설), ISBN 974-90553-1-4
- 《역풍》(ลมหลง; 2000, 시나리오), ISBN 974-211-107-3
- 《메시지 서비스》(บริการรับนวดหน้า; 2005, 단편집), ISBN 974-92921-0-3

## 타 매체에 준 영향
- 《무지에 의한 단죄》는 2004년에 태국에서 《아이-팍》이라는 영화로 만들어졌다.